# Pardosa bernensis
Pardosa bernensis là một loài nhện trong họ Lycosidae.
Loài này thuộc chi Pardosa. Pardosa bernensis được Hermann Lebert miêu tả năm 1877.